# 石作瑞宅院
石作瑞宅院，位于中国甘肃省天水市秦州区，为一个省级文物保护单位，类型为古建筑。
石作瑞宅院的历史年代为清代。